# アヴァター (バンド)
アヴァター (Avatar)は、スウェーデン・イェーテボリ出身のメロディックデスメタル・バンド。

## 略歴

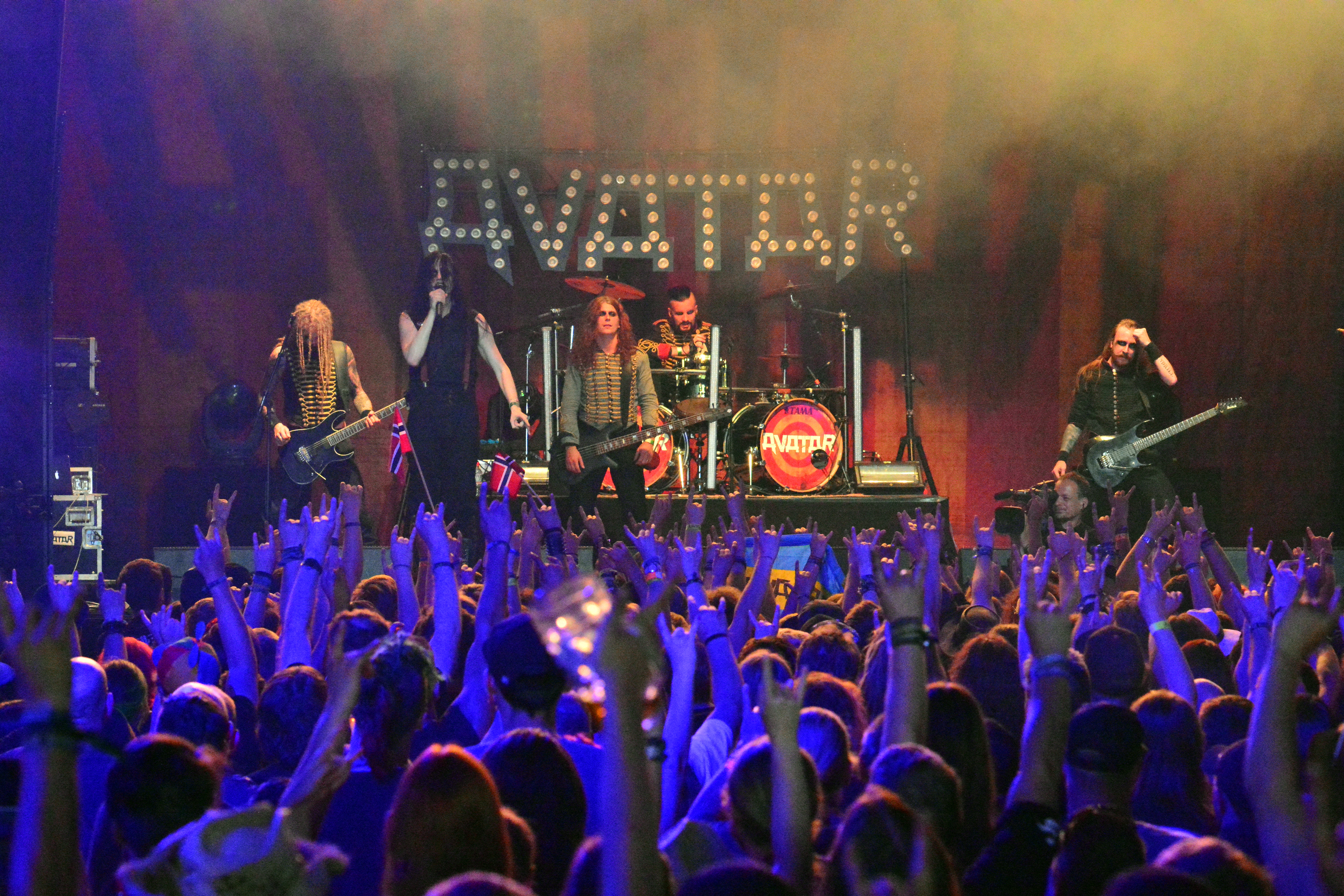
ドイツ・ヴァッケン公演 (2015年8月)

2001年に、ジョン・アルフレッドソン(Ds)とクリスティアン・リンミ(Vo)の2名を中心に、ロスト・ソウル (Lost Soul)が結成される。5人組だったが、メンバーが流動的で程なく解散してしまう。そして、ロスト・ソウルを母体に、新たにアヴァター (Avatar)が結成される。
結成の中心となったのは、ジョンとヨナス・ヤルスビー(G)の2名。アヴァター結成に当たり、この2名に加えてヨハネス・エッカーストロム(Vo)、キム・エガーボ(G)、ニクラス・グリーン(B)が加入した。しかし、メンバーが流動的でまとまった活動は困難だった。更に、この時期にボーカリストのヨハネスが喉を傷めたため、バンドを離れてしまうアクシデントも発生しているなど、順調とは言い難い活動状況に陥っていた。
2003年になって、復帰したヨハネス(Vo)、ヨナス(G)、シモン・アンデション(G)、ヘンリク・サンデリン(B)、ジョン(Ds)の5名のメンバーに落ち着く。
2004年、『Personal Observations』、『4 Reasons to Die』と題されたデモを立て続けにリリース。『4 Reasons to Die』の楽曲には、ナイトレイジで活動するマリオス・イリオポウロスがゲスト参加していた。2005年に『My Shining Star』をリリース。これらの活動と並行して、ライヴ活動も活発化。この時期に、デンマークのコペンハーゲンで初の国外ライヴを行っている。同年に、Gain Music Entertainmentと契約。
2006年、1stアルバム『Thoughts of no Tomorrow』をリリース。ライヴではインペイルド・ナザリーンやエヴァグレイらと共演している。
2007年には、同郷のイン・フレイムスやアメリカのストーン・サワーやメガデスのサポートアクトとして、ステージに立っている。同年に2ndアルバム『Schlacht』をリリースした。同アルバムは、スウェーデンのナショナル・チャートで27位を記録するなど高評価を得た。同アルバムには、イン・フレイムスのビョーン・イエロッテがゲスト参加した。この後も、ソイルワークやオビチュアリー等の大物バンドのツアーに参加している。
2009年、3rdアルバム『Avatar』をリリース。同アルバムは、スウェーデンの音楽チャートで36位を記録した。日本でも、STAY GOLDから日本盤がリリースされ、日本デビューを果たしている。
2012年に4thアルバム『Black Waltz』をリリース。デビューメンバーのシモン(G)が脱退し、ティム・オーストロム(G)が加入した。このアルバムよりヴォーカルのヨハネスがピエロを模した“クラウン・メイク”を施すようになり、以降バンドの“顔”として決定的なヴィジュアルコンセプトとなっている。
2014年、5thアルバム『Hail the Apocalypse』をリリース。USビルボードの97位にランクイン。以降サポートとヘッドライナーの両方で米国とヨーロッパのツアー、Rock on the Range2014や初のLouder Than Lifeなどのフェスティバルにも多数出演するようになる。※ボーナス・トラックの「Use And Abuse」に“SLIPKNOTの（#0）シド・ウィルソン<turntables>がゲスト参加”と書かれることがあるが、これはミキシング時にプロデューサーのちょっとしたおふざけから起きた誤解であることが雑誌BURRN!2016年8月号のインタビューにて明らかになっている。（※プロデューサーがファイルを「トランスフォーマー」のキャラクターにちなんで"featuring DJ Starscream（スタースクリーム）"と書いてジョークのつもりで送ったところ、そのままiTunes等に配信されてしまったという。プロデューサーはSLIPKNOTのDJが使っている名前とは知らなかった。）
2016年、6thアルバム『Feathers & Flesh』をリリース。Another Centuryに移籍しての第一弾であり女性プロデューサー、シルヴィア・マッシーによる初プロデュース作品。日本ではマーキー・インコーポレイテッドからの7年ぶりの日本盤リリース作。USビルボードの88位にランクイン。
2018年、7thアルバム『Avatar Country』をリリース。バンドは同年10月よりLegend of Avatar Countryのキックスターターキャンペーンを開始し、AVATAR王国を舞台に繰り広げられる壮大なる一大絵巻となるムービーをデジタルプラットフォームで公開。2018年1月から3月に北米を皮切りに大規模な「Avatar Country tour」を行う。
2020年、8thアルバム『Hunter Gatherer』をリリース。2021年にはGoing  Huntingツアーに先立ち『Going Hunting』と『Barren Cloth Mother』の2つのノンアルバムシングルをリリース。同時にバンドは彼らのレコードレーベルeOneの分割と、彼ら自身のレーベルBlack Waltz Recordsの開始を発表した。

## メンバー
※2020年5月時点 

### 現ラインナップ
- ヨハネス・エッカーストロム (Johannes Eckerström) - ボーカル (2001- )
- ヨナス・ヤルスビー (Jonas Jarlsby) - ギター (2001- )
- ティム・オーストロム (Tim Öhrström) - ギター (2012- )
- ヘンリク・サンデリン (Henrik Sandelin) - ベース (2001- )
- ジョン・アルフレッドソン (John Alfredsson) - ドラムス (2001- )

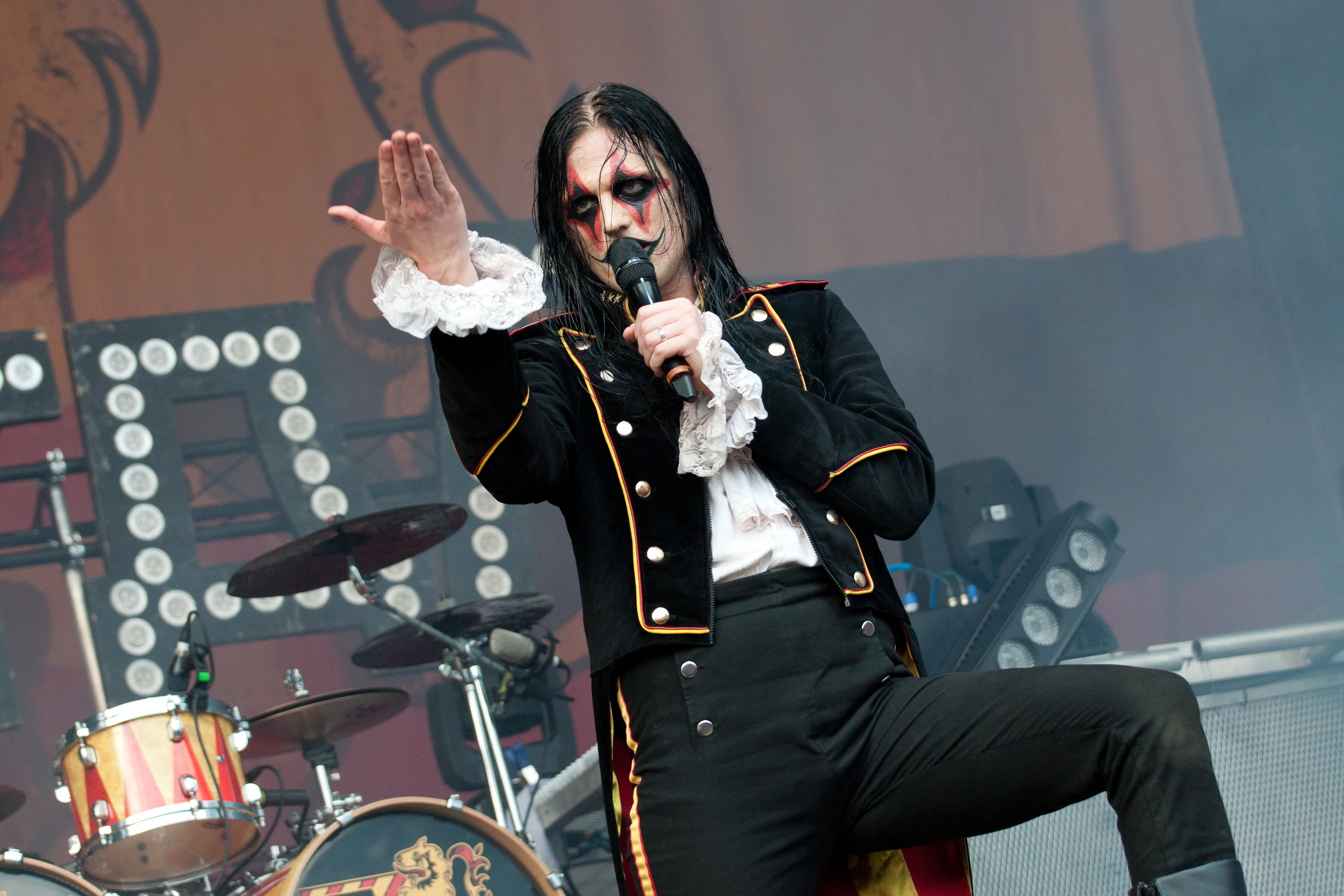
ヨハネス・エッカーストロム(Vo) 2018年
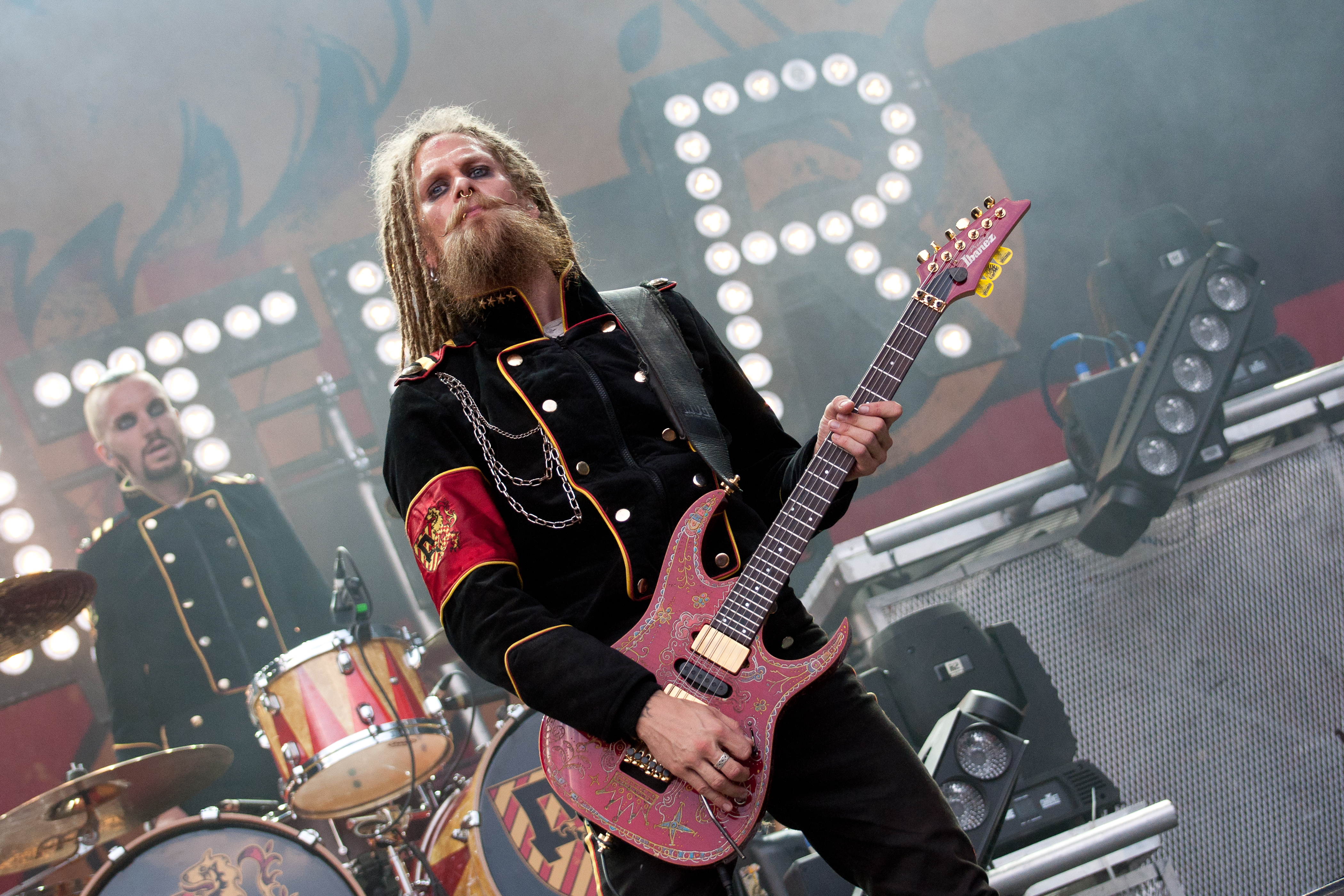
ヨナス・ヤルスビー(G) 2018年
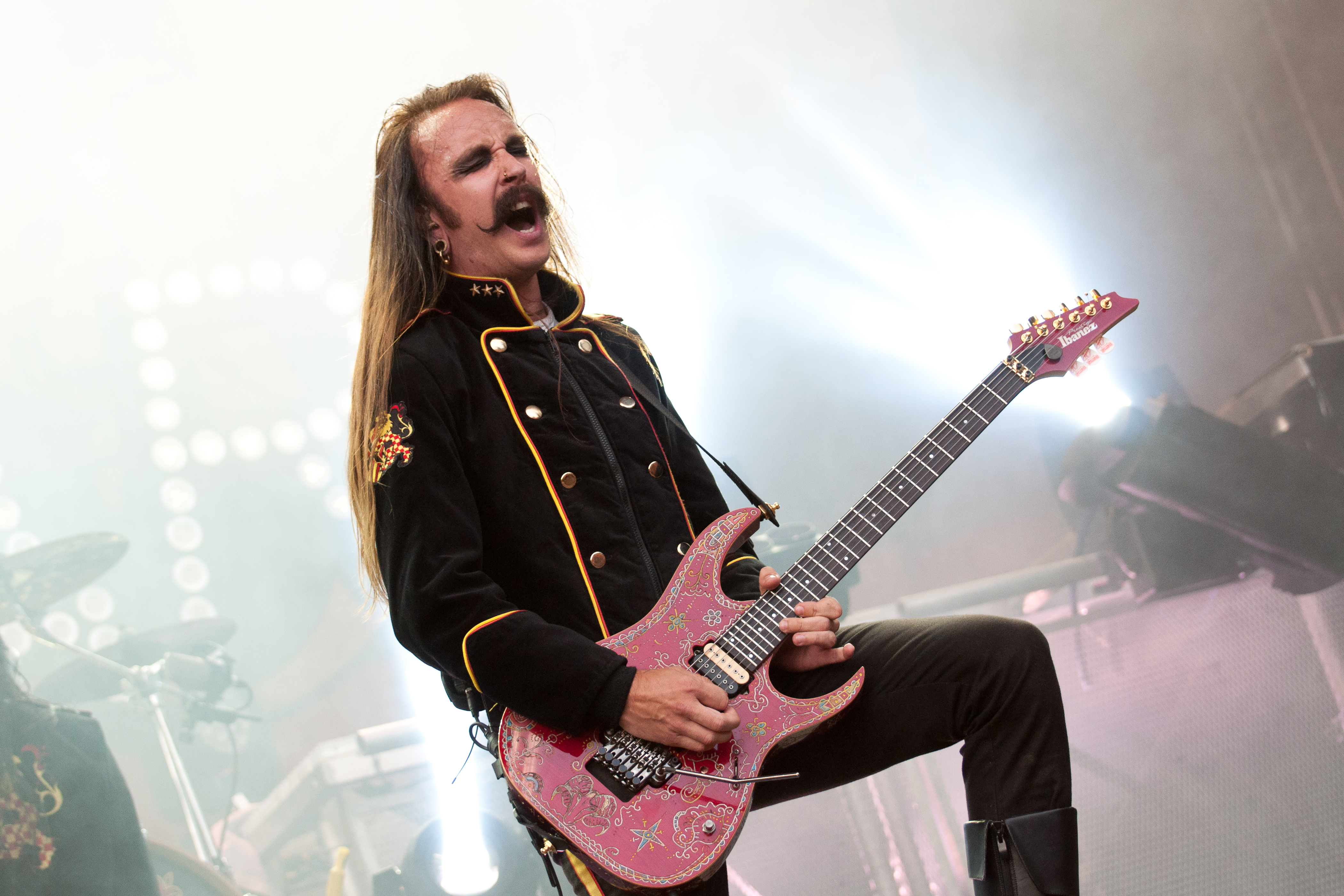
ティム・オーストロム(G) 2018年
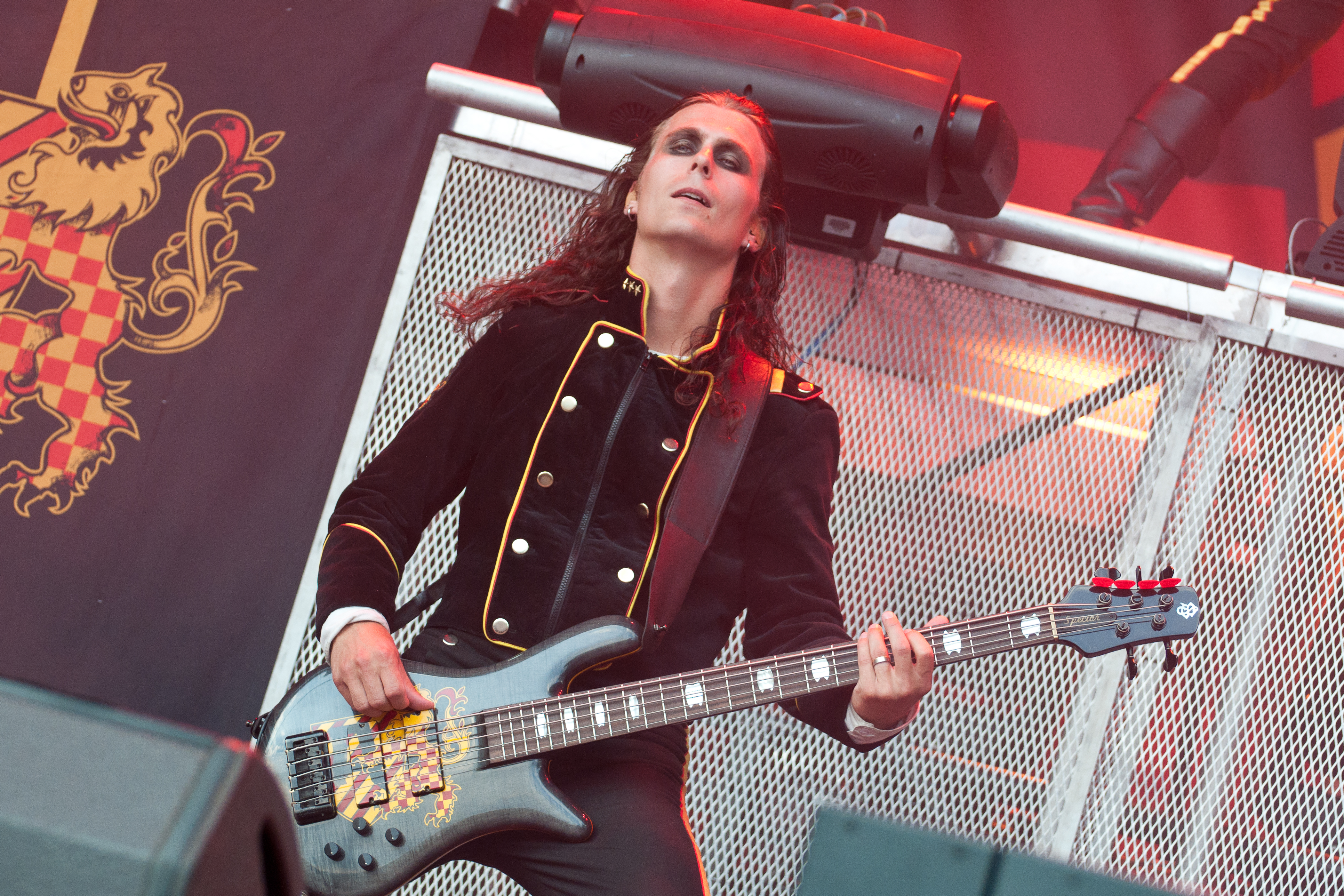
ヘンリク・サンデリン(B) 2018年
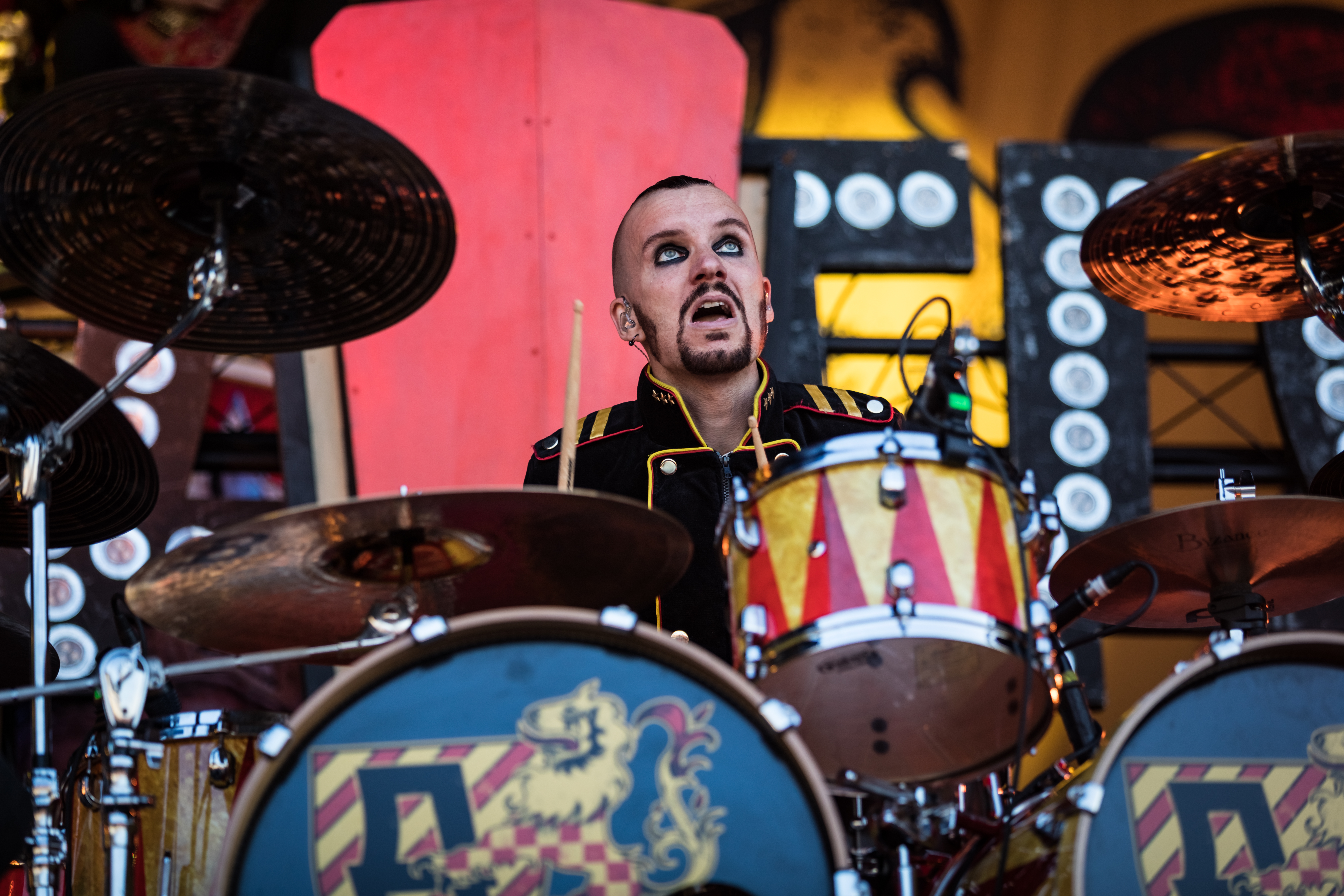
ジョン・アルフレッドソン(Dr) 2018年

### 旧メンバー
- クリスティアン・リンミ (Christian Rimmi) - ボーカル (2001)
- ヴィクトル・エクストロム (Viktor Ekström) - ギター (2001)
- ダニエル・ヨハンソン (Daniel Johansson) - ギター (2001)
- キム・エガーボ (Kim Egerbo) - ギター (2001 - 2003)
- シモン・アンデション (Simon Andersson) - ギター (2001 - 2012)
- ジョン・イサックソン (John Isacsson) - ベース (2001)
- ニクラス・グリーン (Niklas Green) - ベース (2002 - 2003)
- ビョーン・リスベリ (Björn Risberg) - ギター/ベース (2003)

## ディスコグラフィ
アルバム
- 2006年 Thoughts of no Tomorrow
- 2007年 Schlacht
- 2009年 Avatar
- 2012年 Black Waltz
- 2014年 Hail the Apocalypse
- 2016年 Feathers & Flesh
- 2018年 Avatar Country
- 2020年 Hunter Gatherer

その他
- 2004年 Personal Observations (Demo)
- 2004年 4 Reasons to Die (Demo)
- 2005年 My Shining Star (Single)
- 2005年 And I Bid You Farewell (Single)
- 2009年 The Great Pretender (Single)
- 2011年 Black Waltz (EP)
- 2019年 King Live In Paris (LP)
- 2021年 Going Hunting (non-album Single)